# Bob Dylan (musikalbum)
Bob Dylan är den amerikanska folkmusikern Bob Dylans debutalbum, utgivet 19 mars 1962. Bob Dylan var 20 år när albumet gavs ut. Här finns två spår skrivna av Dylan själv, lite traditionell folk, och även blues.
Albumet sålde i mycket liten utsträckning när det gavs ut. Försäljningen tog sig dock efter hans genombrott med de följande skivorna, och 1965 nådde det topplaceringen som nummer 13 på den brittiska albumlistan. Det förblir dock Dylans enda album att inte komma in på listan i USA.

## Låtlista
Låtarna skrivna av Bob Dylan, där inget annat namn anges.

### Sida 1
1. "You're No Good" (Jesse Fuller) - 1:36
2. "Talkin' New York" - 3:17
3. "In My Time of Dyin'" (trad.) - 2:37
4. "Man of Constant Sorrow" (trad.) - 3:05
5. "Fixin' to Die" (Bukka White) - 2:18
6. "Pretty Peggy-O" (trad.) - 3:21
7. "Highway 51" (Curtis Jones) - 2:49

### Sida 2
1. "Gospel Plow" (trad.) - 1:43
2. "Baby, Let Me Follow You Down" (Gary Davis/Eric von Schmidt/Dave Van Ronk) - 2:33
3. "House of the Rising Sun" (trad.) - 5:16
4. "Freight Train Blues" (Fred McDowell) - 2:16
5. "Song to Woody" - 2:40
6. "See That My Grave Is Kept Clean" (Blind Lemon Jefferson) - 2:40